# Scott Baio
Pour l’article homonyme, voir Joey Baio.
Scott Baio est un acteur, réalisateur, scénariste, producteur et chanteur américain, né le 22 septembre 1960 à Brooklyn (New York).
Il est principalement connu pour avoir tenu le rôle de Chachi dans la série Happy Days, et celui de Charles dans la série de la fin des années 1980, Charles s'en charge.

## Biographie

### Enfance
Scott Baio est né à Bensonhurst, quartier du Brooklyn quartier de New York ; il est le fils de Rose, une femme au foyer, et Mario Baio, qui a travaillé en tant que manager. Il est d'origine italienne.

### Carrière
Scot Baio a gagné deux Emmy Award pour ses performances dans les films de télévision Stoned (1981) et tous les enfants Do It (1985). Il a remporté deux Artist Awards (1980-1981) en tant que meilleur jeune acteur dans un spécial de télévision pour Stoned et meilleur jeune comédien à la télévision ou Motion Pictures pour Happy Days. Il a également joué dans le drame réalisé pour la télévision jeunesse specials Le Garçon qui a trop bu avec Lance Kerwin et Senior Trip avec Mickey Rooney.
En 1982, Scott Baio était dans un spin-off de Happy Days intitulé Joanie Loves Chachi avec Erin Moran, qui a duré dix - sept épisodes. Cette même année, il est apparu au côté d'un autre adolescent populaire, Willie Aames de la série ABC Huit, ça suffit, dans le film Zapped!, avec Heather Thomas et Felice Schachter, et enregistré un album pour RCA (il a également enregistré un deuxième album the boys are Out Tonight l'année suivante). Au cours de cette même période, il a également joué avec Danny Aiello et a entrepris le rôle principal de Francis Geminiani dans la chaîne HBO présentation de la télévision par câble spécial de Gemini, une adaptation de la Broadway comédie dramatique Happy Birthday, Gemini par le dramaturge primé Alberto Innauranto. De 1984 jusqu'en 1990, Scott Baio a joué dans la série comique syndiqué Charles in Charge. En 1985, il faisait partie d'un casting pour Alice au pays des merveilles, où il dépeint Pat the Pig. De 1987 à 1991, il était directeur de la série de comédie pour enfants Out of This World.
Durant les années 1990, Baio est apparu dans divers programmes de télévision, y compris le look éphémère qui parle petit écran spin-off Baby Talk. En 1991, il a rejoint Diana Muldaur et Ally Walker dans le NBC Monday Night Film Perry Mason et le cas de la Fashion Fatal, comme un jeune procureur. Entre 1993 et 1995, il a décrit le Dr Jack Stewart dans la série mystère médical Diagnostic meurtre mettant en vedette Dick Van Dyke. Scott Baio était une guest-star sur de nombreuses séries, y compris la Fête à la maison, Touched by an Angel, Closet Veronica et Une nounou d'enfer. Il était aussi dans un certain nombre de séries télévisées et de publicités. Il a également joué dans plusieurs films de télévision tels que Detonator, Bar-Hopping, Dumb Luck Face Value et Mixed Blessings de Danielle Steel.
Les autres films de Scott Baio comprennent des films indépendants Hommes Très Mean (2000), Face à face (2001) et The Bread, My Sweet (2001). Les hommes très moyenne a été une comédie dirigée par Tony Vitale d'une guerre de foule entre deux familles. Scott Baio a servi en tant que coproducteur avec son frère aîné Steven sur le dit film, et même joué le rôle crucial du scion du crime impétueux Paulie Minnetti, qui incite involontairement la querelle du crime.
Face à Face (rebaptisé Ties italien) est un drame comique réalisé par Ellie Kanner trois jeunes hommes (Scott Baio comme Richie, Thomas Calabro comme Philly, et Carlo Imperato comme Al) qui enlèvent leurs pères émotionnellement éloignés pour un week - end de liaison authentique. Baio a coécrit le scénario avec Jeffrey L. Gurian. Le film a remporté le prix du public pour la meilleure comédie au Marco Island Film Festival, l'Accolade Silver Screen dans le Reno Film Festival, et les 10 Degrees Hotter Prix de la meilleure fonction pendant le Festival du Film Valley.Face à Face (rebaptisé Ties italien) est un drame comique réalisé par Ellie Kanner trois jeunes hommes (Scott Baio comme Richie, Thomas Calabro comme Philly, et Carlo Imperato comme Al) qui enlèvent leurs pères émotionnellement éloignés pour un week - end de liaison authentique. Baio a coécrit le scénario avec Jeffrey L. Gurian. Le film a remporté le prix du public pour la meilleure comédie au Marco Island Film Festival, l'Accolade Silver Screen dans le Reno Film Festival, et les 10 Degrees Hotter Prix de la meilleure fonction pendant le Festival du Film Valley.
The Bread, My Sweet (retitled Un mariage pour Bella) était un film romantique réalisé par Melissa Martin et produit par Adrienne Wehr. Baio dépeint Dominic Pyzola, un raider pendant la journée, et un chef pâtissier dans la nuit. Il a obtenu trois meilleurs prix de l' acteur principal dans le Atlantic City Film Festival, le Kansas City Halfway to Hollywood Film Festival et le Festival du Film de San Diego. Le film lui - même recueilli top accolades de la Santa Monica, Stony Brook, Marco Island, Houston Festival mondial, et l'Iowa Hardacre Film Festival.
2004 a vu Baio participer à la réalisation de Bob Clark dernière caractéristique film de, Superbabies: Baby Geniuses 2 (2004). Bien que le film a été universellement éreinté par les critiques et nommé pour quatre Razzie Awards, Scott Baio a eu une expérience très positive la réalisation du film. Dans le documentaire Clarkworld (2009), il a décrit comment il a réalisé pendant la production que Clark était le directeur / coscénariste / coproducteur de A Christmas Story (1983). En apprenant cela, il a immédiatement approché Clark et silencieusement le serra, au grand étonnement de Clark.
En 2005, Scott Baio jouait lui - même dans le Wes Craven le film maudit. Baio était aussi dans la série de comédie Emmy Award-winning Arrested Development comme grave, mais surpayé l' avocat de la folle de la famille Bluth, Bob Loblaw (prononcé semblable à «Ba-bla-bla", une plaisanterie courante). Il a repris le rôle de conseiller juridique du clan de l' ancien Happy Days co-star Henry Winkler en quatre épisodes : Forget Me Now, Notapusy, Mr. F et Faire un stand. Le film en ligne et de la télévision Association l'a nommé comme meilleur acteur de clients dans une série comique.
En août 2006, Scott Baio a été officiellement invité par l'AIA Actors Studio pour discuter de ses expériences professionnelles dans la télévision et des films. Il a parlé de sa propre carrière d'acteur ainsi que ses incursions récentes dans l'écriture, la direction et la production. En 2007, Baio a joué dans le VH1 célébrité série réalité réussie Scott Baio est 45... et unique et son successeur, l'année suivante, Scott Baio est 46... et enceinte. Baio a également été le co-hôte des VH1 reality show Confessions d'une idole de l' adolescence, dans laquelle les anciennes idoles de l' adolescence tentent de ressusciter leur carrière.
Scott Baio a été la star et producteur du Nick at Nite comédie de situation Voir Papa Run, un spectacle sur la vie d'un ancien acteur comme une maison-père au. Le spectacle a débuté le 6 octobre 2012. Happy Days créateur / producteur Garry Marshall était une guest star dans un épisode en novembre 2013. Ce même mois, Baio est apparu comme guest star dans le programme de télévision Sam & Cat (diffusée sur Nickelodeon) en tant que l'agent de police qui a arrêté les filles.

## Vie privée
En 2001, Scott Baio a eu pour petite amie, Jeanette Jonsson, ils se sont fiancés et discutaient encore le mariage en 2005.
En 2007, peu de temps après la naissance de leur fille, Scott Baio s'est marié à Renée Sloan, qu'il avait rencontrée dans les années 1990 à la Playboy Mansion. Scott Baio est le beau-père de la fille de Renée, Kayln, né en 1989. En juillet 2007, il a déclaré  à la chaîne tvE (Entertainment Television) de Ted Casablanca qu'ils attendaient une petite fille en décembre. Initialement enceinte de jumeaux, Renee a perdu un des bébés à 11 semaines de grossesse. Leur fille, Bailey, est née en 2007, cinq semaines avant terme. Après avoir testé de faux positifs pour un trouble métabolique rare, la famille a commencé la Fondation Bailey Baio Angel ayant pour but de fournir un soutien financier à d'autres familles qui sont aux prises avec des troubles métaboliques. Renée Baio a été diagnostiquée avec un méningiome tumeur au cerveau en juin 2015.
Il est le cousin de l'acteur Jimmy Baio (en).

## Filmographie

### Cinéma
- 1976 : Du rififi chez les mômes (Bugsy Malone) d'Alan Parker : Bugsy Malone
- 1979 : Skatetown, U.S.A. d'William A. Levey : Richie
- 1980 : Ça plane, les filles ! (Foxes) d'Adrian Lyne : Brad
- 1982 : Zapped! de Robert J. Rosenthal : Barney Springboro
- 1987 : I Love N.Y. (en) de Gianni Bozzacchi (de) : Mario Cotone
- 1996 : Detonator de Garrett Clancy : Zack Ramses
- 2000 : Very Mean Men (en) de Tony Vitale (en) : Paulie Minetti
- 2001 : Dumb Luck (cy) de Craig Clyde (en) : Steve Hitchcock
- 2001 : Vacances en enfer (Face Value) de Michael Miller : Barry Rengler
- 2001 : The Bread, My Sweet (en) de Melissa Martin : Dominic
- 2001 : Face to Face (en) d'Ellie Kanner (en) : Richie
- 2004 : P'tits Génies 2 (SuperBabies: Baby Geniuses 2) de Bob Clark : Stan Bobbins
- 2005 : Cursed : lui-même

### Télévision
- 1977 : La croisière s'amuse (The Love Boat) (série télévisée) : Graham D. Pickrell II
- 1977 : Blansky's Beauties (en) (série télévisée) : Anthony
- 1977-1984 : Les Jours heureux (Happy Days) (série télévisée) : Charles "Chachi" Arcola
- 1979 : L'Île fantastique (Fantasy Island) (série télévisée) : Rob Collins
- 1980 : The Boy Who Drank Too Much (en) (téléfilm) : Buff Saunders
- 1981 : Senior Trip de Kenneth Johnson (téléfilm) : Roger Ellis
- 1982-1983 : Joanie Loves Chachi (en) (série télévisée) : Charles "Chachi" Arcola
- 1983 : Hôtel (série télévisée) : Nick Tomasino
- 1984-1990 : Charles s'en charge (Charles in charge) (série télévisée) : Charles
- 1985 : L'Homme qui tombe à pic (The Fall Guy) (série télévisée) : Merrick Thorson
- 1985 : Alice au pays des merveilles (Alice in Wonderland) (téléfilm) : Pat le cochon
- 1986 : The Truth About Alex (téléfilm) : Brad Stevens
- 1988-1989 : Loin de ce monde (Out of this World) (série télévisée) : Scott Gold / Prince Cornelius
- 1988 : Mes deux papas (My Two Dads) (série télévisée) : Scott Cameo
- 1989 : La Fête à la maison (Full House) (série télévisée) : Pete Bianco
- 1991 : Perry Mason: The Case of the Fatal Fashion (téléfilm) : Peter Whelan
- 1991-1992 : Ici bébé (Baby Talk) (série télévisée) : James Halbrook
- 1993-1996 : Diagnostic : Meurtre (Diagnosis Murder) (série télévisée) : Dr Jack Stewart
- 1995 : Danielle Steel: Naissances (Mixed Blessings) : Charlie Winwood
- 1998 : Une nounou d'enfer (The Nanny) (série télévisée) : Dr Frankie Cresitelli
- 2000 : Les Dessous de Veronica (Veronica's Closet) (série télévisée) : Kevin
- 2000 : Bar Hopping (en) (téléfilm) : Damilia
- 2001 : Les Anges du bonheur (Touched by an Angel) (série télévisée) : Frank
- 2005 : Arrested Development (série télévisée) : Bob Loblaw
- 2008 : Finish Line (téléfilm) : Frank Chase
- 2012-2015 : Papa fait son show : David Hobbs
- 2014 : Sam et Cat (série télévisée) : officier Kelvin

### Autre
- 2009 : Wrong Hole (Court métrage Internet) : Lui-même

### Comme réalisateur
- 1984 : Charles s'en charge (Charles in Charge) (série télévisée)
- 1987 : Loin de ce monde (Out of This World) (série télévisée)
- 1989 : Les Nouvelles aventures de Lassie (en) (The New Lassie) (série télévisée)
- 1991 : Harry et les Henderson (Harry and the Hendersons) (série télévisée)
- 1995 : Les Frères Wayans (The Wayans Bros.) (série télévisée)
- 1995 : Unhappily Ever After (série télévisée)
- 1995 : Kirk (en) (série télévisée)
- 1996 : Nick Freno: Licensed Teacher (en) (série télévisée)
- 1998 : Guys Like Us (en) (série télévisée)
- 1999 : Les Parker (The Parkers) (série télévisée)

### Comme scénariste
- 2001 : Face to Face (en)

### Comme producteur
- 2000 : Very Mean Men (en)

## Chanteur

### Albums
- 1982 : Scott Baio
- 1983 : The boys are out tonight